# Культурпарк
Культурпарк (тур. Kültürpark) — міський парк в Ізмірі (Туреччина). Розташований у районі Конак, приблизно обмежений проспектом доктора Мустафи Енвера Бея на півночі, 1395-й вулицею, 1396-й вулицею та проспектом Бозкурта на сході, бульваром Мюрсель Паша на півдні, а також бульварами доктора Рефіка Сайдама та Шайра Ешрефа. на заході.
Культурпарк був заснований в 1936 році на площі 360, 000 м2, який був зруйнований великим вогнем Смірни. З тих пір там проводиться Міжнародний ярмарок в Ізмірі. У 1939 році парк розширився до 420,000 м2.

## Історія

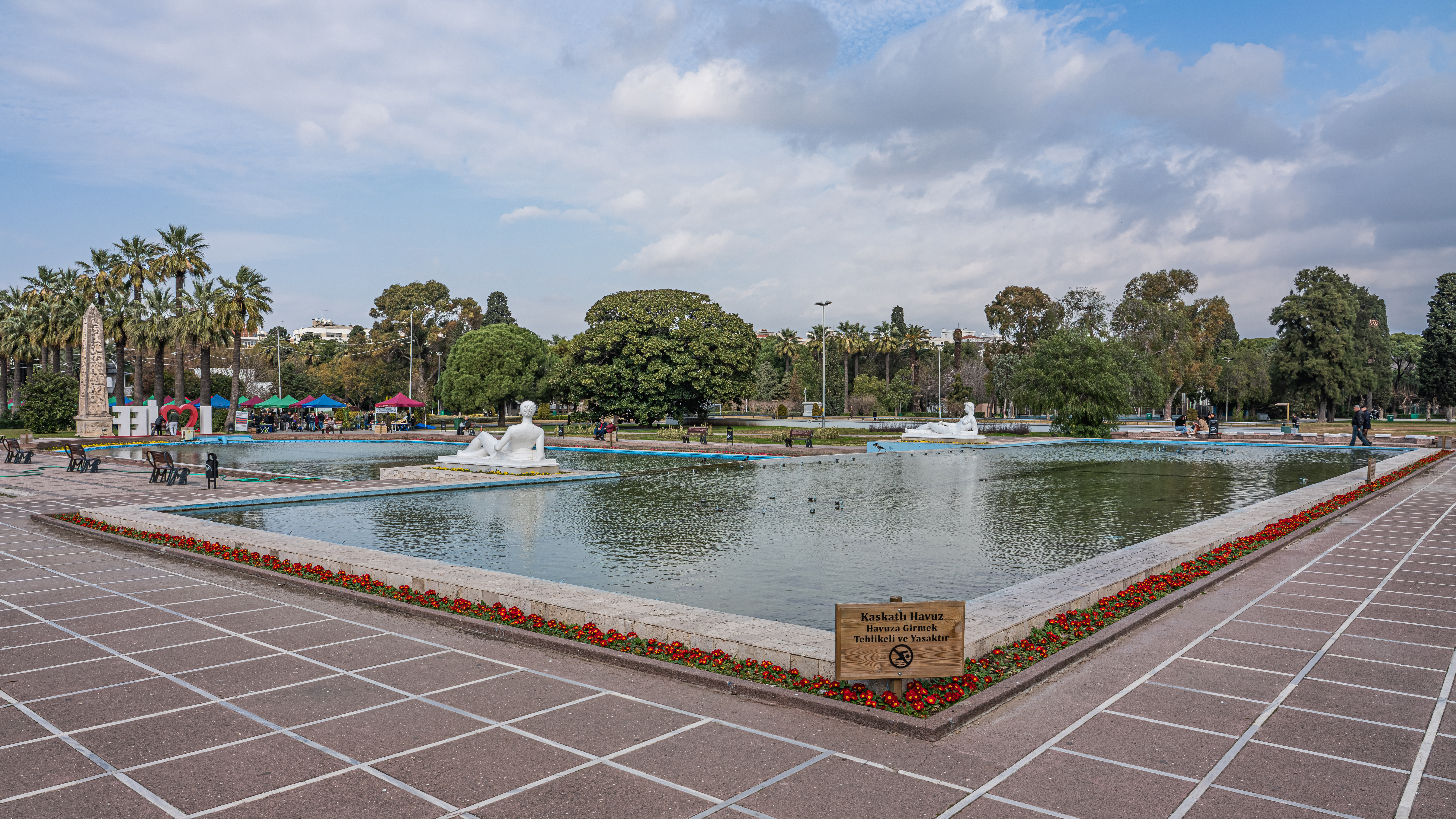
Культурпарк в Ізмірі

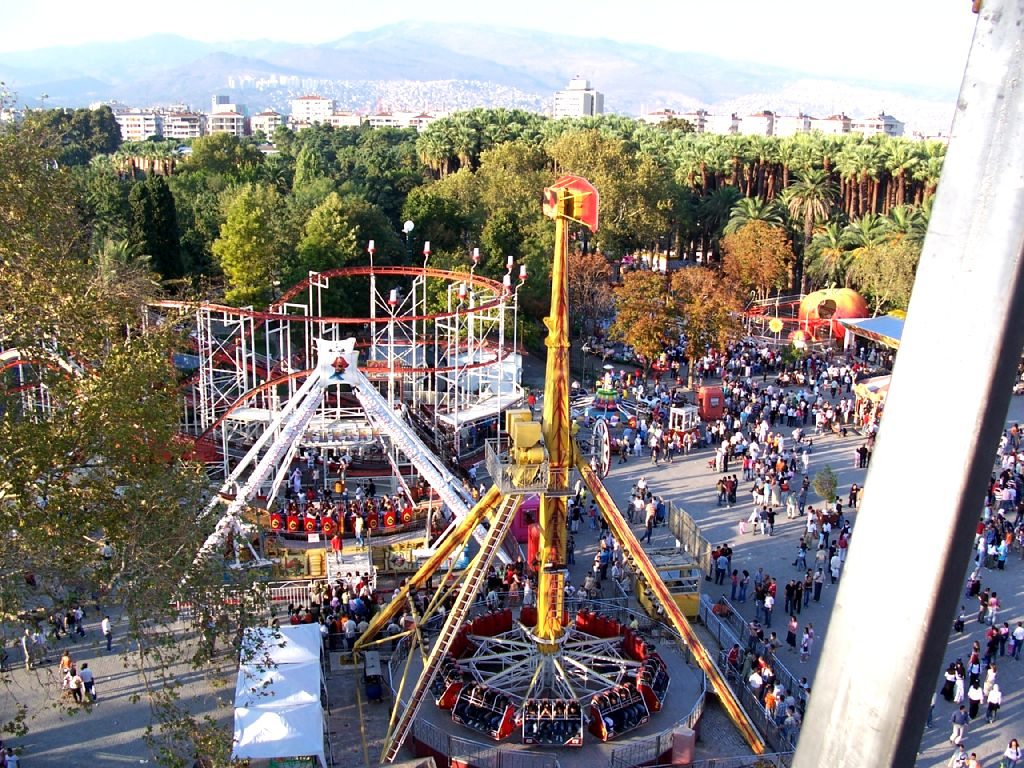
Культурпарк в Ізмірі

Третій захід ярмарку було проведено в 1933 році на території поруч із площею Кумхурієт, де сьогодні існує Swissôtel Büyük Efes.    Заступник міського голови Суат Юркору поділився своїми думками з міським головою Бехчет Уз про те, що в найближчі роки ярмарку буде недостатньо місця, і місту потрібно таке місце, як парк Горького в Москві.    Звіт, підготовлений Юрткору на прохання Уза, був прийнятий до муніципальної ради 14 травня 1934 р. та затверджено будівництво Культурпарку.   Уз поїхав до Москви в 1935 році і мав двох архітекторів за замовленням мера Миколи Булганіна, які склали проект. 
Площу, яку зруйнувала велика пожежа Смірни, почали очищати у другій половині 1934 р., а фундамент Культурпарка було закладено 1 січня 1936 р.   До пожежі в цій місцевості був вірменський квартал.  Парк Культурпарк був відкритий для відвідувачів 1 вересня 1936 року 6-м Міжнародним ярмарком в Ізмірі, відкритим прем'єр-міністром Ісметом Іньоню.   У 1937 році в парку була побудована Ізмірська парашутна вежа.  У 1938 році були відкриті Ізмірський зоопарк та павільйон Вакіфлар та Годинникова вежа.  У 1939 році парк розширили на 60,000 м2 на південь і досяг 420,000 м2 за розміром.   У 1951 р. Ізмірський археологічний музей переїхав у парк, де він діяв до 1984 р.  У вересні 1952 року в парку було відкрито Музей мистецтв і скульптури Ізміра, який переїхав до його нової будівлі, збудованої за межами парку в 1973 році  У 2004 році в парку було створено Музей історії та мистецтва Ізміра.  З відкриттям Ізмірського парку дикої природи в 2008 році зоопарк у парку був закритий, а тварини перевезені на нову територію.   У серпні 2009 року була введена в експлуатацію підземна автостоянка місткістю 594 машини.  У червні 2015 року в парку було надано безкоштовний Wi-Fi.  Всі ярмарки в місті були організовані в Культурпарку до того, як Fuar İzmir був побудований у 2015 році в Газіемірі . Сьогодні в парку проводяться лише Міжнародний ярмарок Ізміра та Книжковий ярмарок Ізміра.  У 2017 році вперше відбувся тенісний турнір «Kültürpark Cup. 

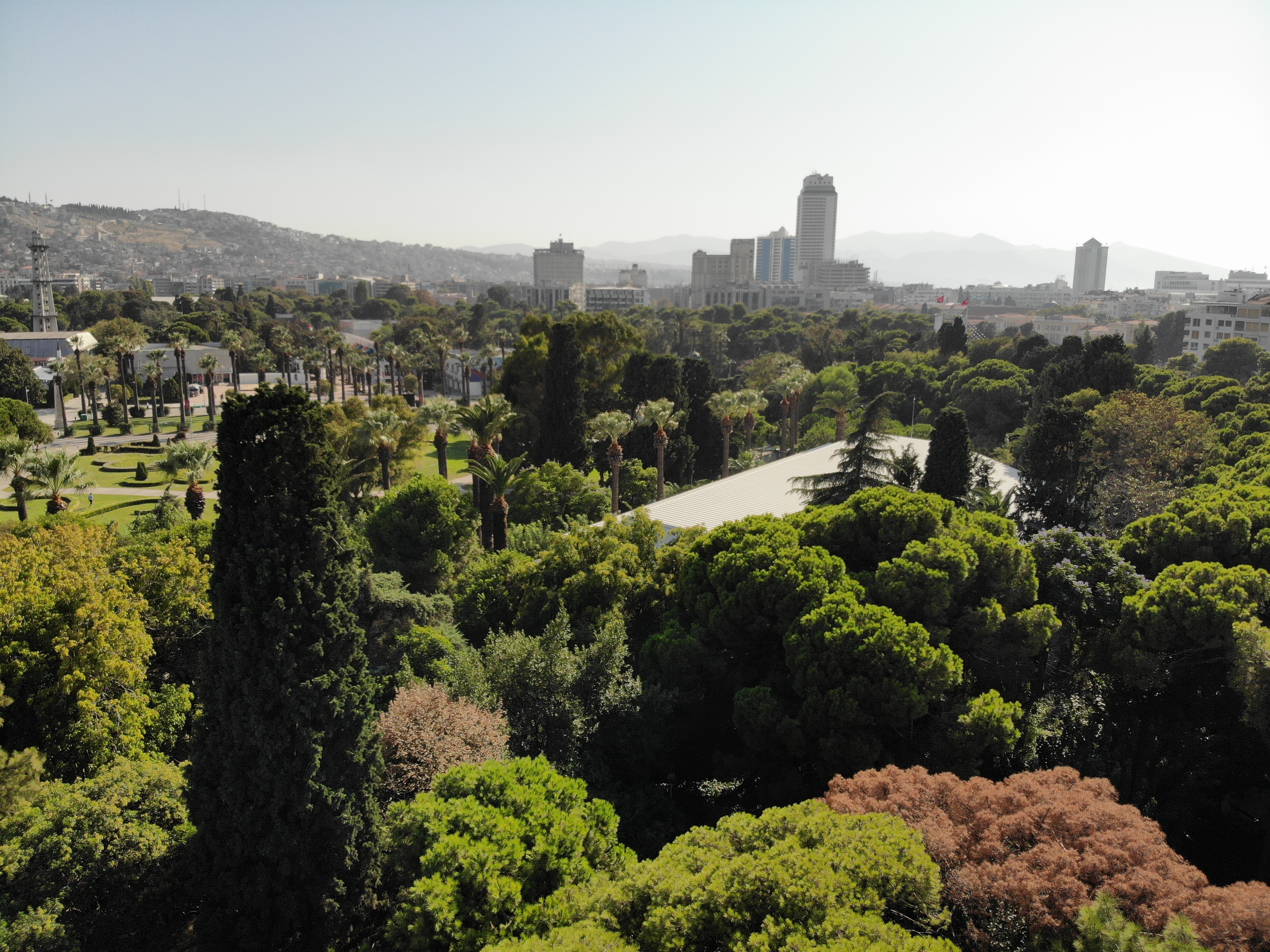
З висоти пташиного польоту Культурпарк, Ізмір

Парк Культурпарк, який оточений стінами, має п’ять вхідних воріт: Ворота Лозан, Ворота Монтре, Ворота Ейлюль 9, Ворота Кумхурієт та Ворота Аустос 26.  (Перші стосуються двох міжнародних договорів, а саме Конвенції Монтре та Лозаннського договору, третій стосується звільнення Ізміра, четвертий означає Республіку, а останній стосується перемоги Туреччини в кінці війни за незалежність Туреччини) Деякі з об'єктів у парку - чотирнадцять критих виставкових залів, чотири конференц-зали, театр під відкритим небом Ататюрка, Художній центр Ісмет Іньоню, Ізмірський Санат, будинок для одружень, Спортивний зал Селал Атік, парк розваг, парашутна вежа, Молодіжний театр, музей, бігова доріжка довжиною 1850 метрів, басейн, тенісні корти та футбольне поле. По всьому парку є 7 709 дерев.  Всі рослини були позначені тегами, а дерева застраховані.  